# La valle dell'orso (romanzo)
La valle dell'orso (Shardik) è un romanzo fantasy scritto da Richard Adams nel 1974. Fu pubblicato per la prima volta in Italia nel 1976, da Rizzoli.

## Trama
Ambientato nell'impero immaginario di Beklan, il romanzo è incentrato sulla figura di Kelderek, un cacciatore schivo e asociale che avendo osservato un grande orso spingersi fino alla sua dimora si convince che l'animale è l'incarnazione di Shardik, la divinità totemica del suo popolo, gli ortelgani, ora sottomessi ma un tempo dominatori del continente. L'arrivo dell'orso spingerà la popolazione a marciare sulla capitale Bekla, conquistandola e avviando, per esigenze economiche, un terribile commercio di schiavi che darà il via ad una sanguinosa guerra civile.
Il romanzo segue le vicende di Kelderek che da cacciatore diviene re e pontefice e quindi schiavo, accompagnato sempre dalla figura dell'orso. Durante l'epilogo violento e luttoso, che Kelderek interpreta come rivelazione, si assiste alla gemma di una nuova società, basata sul rispetto dell'uomo e soprattutto dei bambini.